# Pseudocistela ceramboides
Pseudocistela ceramboides ist ein Käfer aus der Familie der Schwarzkäfer und der Unterfamilie Alleculinae. Die heute als Alleculinae zusammengefassten Arten wurden zeitweise auch als Familie Alleculidae angesehen und enthalten im Gegensatz zu den meisten Tenebrioniden auch farbige Arten. So hat Pseudocistella ceramboides hell zimtbraune Flügeldecken.
In der Roten Liste gefährdeter Arten Deutschlands wird die Art in Kategorie 3 (gefährdet) eingestuft, in Nordrhein-Westfalen wird sie als seltene, an bestimmte Biotope gebundene Art geführt, bei der eine Gefährdung anzunehmen ist.

## Bemerkungen zum Namen und der Systematik
Die Art wurde erstmals 1758 in der berühmten 10. Auflage von Linnés Systema naturae in der Gattung Chrysomela unter der Nummer 74 als Chrysomela ceramboides aufgeführt und mit den Worten  Chrysomela oblonga nigra, elytris testaceis, antennis serratis (lat. längliche schwarze Chrysomela, Flügeldecken ziegelfarben, Fühler gesägt) beschrieben. Der  Artname ceramboides  (nach der Gattung Cerámbyx und altgr. ειδής eidēs, ähnlich) besagt, dass der Käfer einem Bockkäfer ähnlich sieht. Die Art wurde verschiedentlich in andere Gattungen gestellt (Mordella und Cistela) und schließlich der Gattung Pseudocistela (von altgr. ψεύδος psēūdos, unecht und dem heute nicht mehr verwendeten Gattungsnamen Cistela) zugeordnet. Die Gattung Pseudocistela ist in Europa mit fünf Arten, weltweit mit neun Arten vertreten.

## Merkmale des Käfers
Der Körper ist gestreckt oval und erreicht eine Länge von zehn bis zwölf Millimeter. Bezüglich der Längsachse ist er gekrümmt (Abb. 2). Wegen der feinen anliegenden Behaarung erscheint er nur matt glänzend.
Der Kopf (Abb. 4) ist klein und rundlich, die Mundwerkzeuge zeigen nach vorn. Das Endglied der Kiefertaster ist verdickt spindel- bis beilförmig. An der Basis der Oberlippe befindet sich eine breite glänzende Haut. Die großen und gewölbten Augen sind breiter als lang und am Vorderrand durch die Verbreiterung der Wangen stark ausgerandet. Diese Verbreiterung verdeckt die Flügelbasis aber nur ansatzweise. Die elfgliedrigen Fühler sind fein anliegend behaart und ab dem vierten Glied gesägt. Sie sind dicht vor den Augen eingelenkt. Beim Weibchen sind sie halb so lang wie der Körper, beim Männchen deutlich länger. Das dritte Fühlerglied ist viel kürzer als das vierte.
Der Halsschild ist von oben betrachtet ungefähr halbkreisförmig, seitlich ist es nahe der Basis gekantet, die Kante erlischt nach vorn jedoch noch vor der Mitte des Halsschildes (Abb. 2). Die doppelbuchtige Basis des Halsschildes ist schmäler als die Flügeldecken gemeinsam. Sie ist gerandet und vor dem Rand  wird die feine und dichte Punktierung zunehmend verwaschener (Abb. 5). Die Farbe des Halsschilds variiert von matt schwarz bis zimtbraun.
Die zimtfarbenen Flügeldecken sind lang und tragen zahlreiche deutliche Punktstreifen. Die Zwischenräume sind fein chagriniert und flach.
Die Hinterhüften liegen mit dem 1. Hinterleibsternit auf gleichem Niveau. Das erste Hinterleibssegment ist vorn gerandet, die folgenden Sternite seitlich. Die Vorderhüfthöhlen sind geschlossen. Die Vorderhüften sind ellipsoid und deutlich voneinander getrennt. Die Mittelhüften haben nur wenig Abstand zueinander, die Hinterhüften berühren sich fast (Abb. 3). Die Beine sind dünn. Die Tarsen sind bei den Hinterbeinen viergliedrig, sonst fünfgliedrig, das vorletzte Glied ohne vorgestreckten Lappen. Die Krallen sind kammartig gezähnt (Abb. 1).
| Abb. 1: Kralle Vorderbein Abb. 2: Seitenansicht Abb. 3: Unterseite | Abb. 4: Kopf Abb. 5: Brustschild |

## Biologie

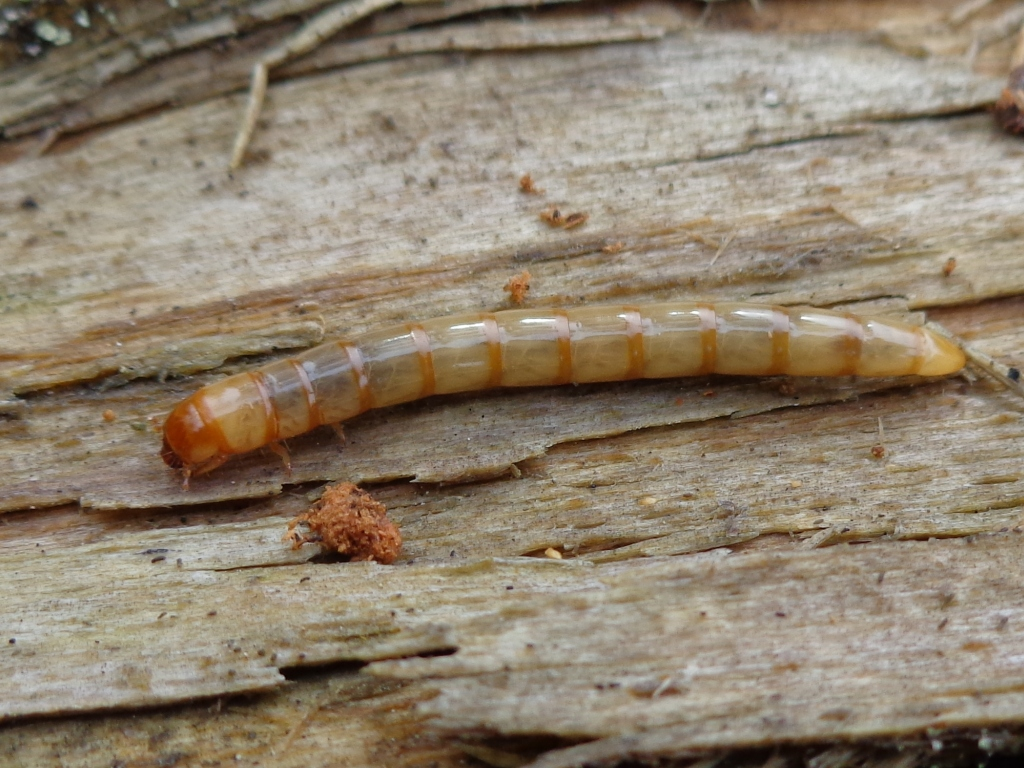
Larve

Die Imagines sind hauptsächlich nachts an und in faulendem Holz zu finden. Das Spektrum der angenommenen Bäume umfasst eine Vielzahl von Laubbäumen, bevorzugt werden jedoch Eichen. Seltener kann man sie auch auf blühendem Gebüsch antreffen.
Die Larven entwickeln sich im Mulm und faulendem Holz verschiedener Laubbäume, vor allem in Eichenwäldern. Die adulten Käfer sind nachtaktiv und fliegen gerne Lichtquellen an.

## Verbreitung
Die europäische Art ist in nord-südlicher Richtung von Norwegen, Schweden und Finnland bis nach Italien verbreitet, in Ost-West-Richtung ist das Verbreitungsgebiet sehr beschränkt. Als Ostgrenze werden Ungarn, Polen, die Baltischen Staaten und Finnland angegeben, die Art fehlt jedoch in Tschechien der Slowakei sowie in den Staaten des ehemaligen Jugoslawiens. Im Westen liegen die Schweiz, Frankreich und die Beneluxstaaten bereits außerhalb des Verbreitungsgebietes, bzgl. Großbritannien ist die Datenlage unsicher. Der Käfer ist lokal häufig.